# Tênis nos Jogos Olímpicos de Verão de 2004

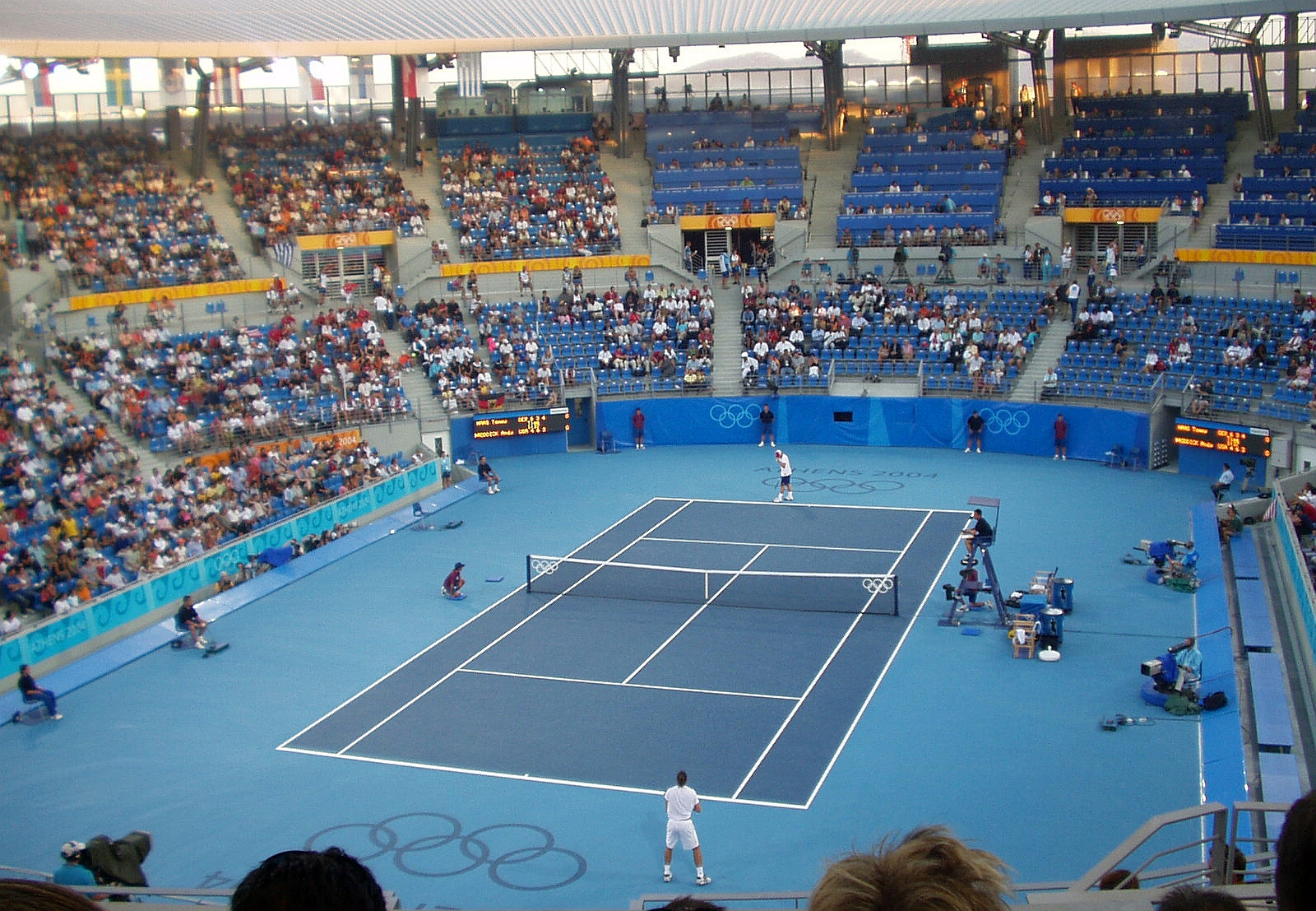
Partida de tênis durante os Jogos Olímpicos de Atenas 2004.

O tênis nos Jogos Olímpicos de Verão de 2004 teve suas disputas realizadas no Centro Olímpico de Tênis de Atenas, Grécia em quadra DecoTurf. 172 tenistas competiram em busca de medalhas nos quatro eventos organizados.
Em 2004, mais jogadores com as melhores classificações apareceram, já que este torneio viu os pontos do ranking mundial atribuídos aos jogadores pela primeira vez. Martina Navratilova fez sua primeira aparição nos Jogos Olímpicos, onde fez parceria com Lisa Raymond nas duplas femininas.

## Medalhistas
Masculino
| Evento           | Ouro                                      | Prata                                        | Bronze                                |
| ---------------- | ----------------------------------------- | -------------------------------------------- | ------------------------------------- |
| Simples detalhes | Nicolás Massú CHI Chile                   | Mardy Fish USA Estados Unidos                | Fernando González CHI Chile           |
| Duplas detalhes  | Fernando González Nicolás Massú CHI Chile | Nicolas Kiefer Rainer Schüttler GER Alemanha | Mario Ančić Ivan Ljubičić CRO Croácia |

Feminino
| Evento           | Ouro                               | Prata                                                | Bronze                                       |
| ---------------- | ---------------------------------- | ---------------------------------------------------- | -------------------------------------------- |
| Simples detalhes | Justine Henin-Hardenne BEL Bélgica | Amélie Mauresmo FRA França                           | Alicia Molik AUS Austrália                   |
| Duplas detalhes  | Li Ting Sun Tiantian CHN China     | Conchita Martínez Virginia Ruano Pascual ESP Espanha | Paola Suárez Patricia Tarabini ARG Argentina |

## Quadro de medalhas
| Ordem | País               | Medalha de ouro | Medalha de prata | Medalha de bronze | Total |
| ----- | ------------------ | --------------- | ---------------- | ----------------- | ----- |
| 1     | CHI Chile          | 2               | 0                | 1                 | 3     |
| 2     | BEL Bélgica        | 1               | 0                | 0                 | 1     |
| 2     | CHN China          | 1               | 0                | 0                 | 1     |
| 4     | GER Alemanha       | 0               | 1                | 0                 | 1     |
| 4     | ESP Espanha        | 0               | 1                | 0                 | 1     |
| 4     | USA Estados Unidos | 0               | 1                | 0                 | 1     |
| 4     | FRA França         | 0               | 1                | 0                 | 1     |
| 7     | ARG Argentina      | 0               | 0                | 1                 | 1     |
| 7     | AUS Austrália      | 0               | 0                | 1                 | 1     |
| 7     | CRO Croácia        | 0               | 0                | 1                 | 1     |
| TOTAL | TOTAL              | 4               | 4                | 4                 | 12    |